# Lokalbanen
Die Lokalbanen A/S (LB) war ein staatliches dänisches Eisenbahnverkehrsunternehmen, das 2001 von der Gesamtverwaltung von Groß-Kopenhagen gegründet wurde. 

## Geschichte
Dieses Unternehmen führte den Regionalpersonenverkehr im Ballungsraum Kopenhagen durch. Die Infrastruktur, sowie die Züge, die dieses Unternehmen benutzte,  waren Eigentum der Hovedstadens Lokalbaner A/S. 2006 wurden 27 moderne Nahverkehrstriebwagen des Bautyps LINT 41 von Alstom geliefert.

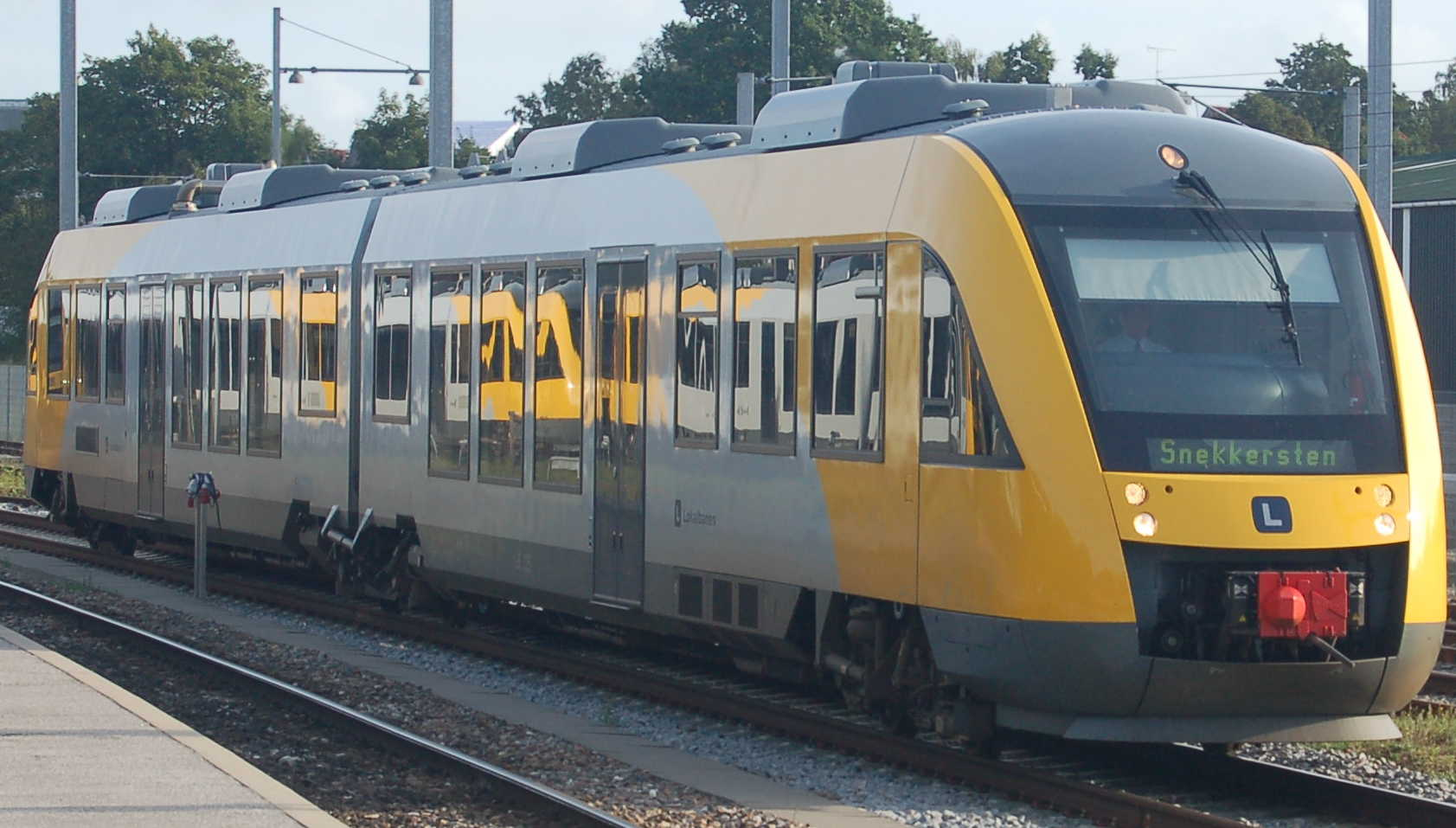
LINT-Triebzug der Lokalbane

Im Mai 2002 wurden die fünf Bahnstrecken Hillerød–Frederiksværk–Hundested Jernbane (Frederiksværkbanen, HFHJ), Gribskovbanen (GDS), Hornbækbanen (HHGB), Nærumbanen (LNJ) und Østbanen (ØSJS) übernommen. Die Züge und die Infrastruktureinrichtungen der Vorgängergesellschaften gingen an das Unternehmen Hovedstadens Lokalbaner A/S, von dem Lokalbanen A/S die Züge mietet.
Der Güterzugverkehr wurde 2006 eingestellt.
Durch Gründung der neuen Gesellschaft Regionstog A/S am 1. Januar 2009 wurde die Strecke der Østbanen aus der Gesellschaft Lokalbanen ausgegliedert und in den Besitz von Regionstog übertragen.
Am 1. Juli 2015 verschmolzen Regionstog und Lokalbanen zum neuen Unternehmen Lokaltog, das alle ehemaligen Privatbahnen auf Seeland und Lolland umfasst.